# 아메리카 원주민 요리
아메리카 원주민 요리(Indigenous cuisine of the Americas)에는 아메리카 원주민의 모든 요리와 음식 관행이 포함된다. 현대 원주민은 전통 음식의 다양한 문화를 유지하고 있으며, 오늘날 미국 원주민 사교 모임의 상징이 되고 관례가 된 일부 접촉 후 음식(예: 프라이브레드)도 추가했다. 콘브레드, 칠면조, 크랜베리, 블루베리, 호미니, 머시와 같은 음식은 아메리카 원주민 문화에서 더 넓은 미국 인구의 요리에 채택되었다.
다른 경우에는 미국 원주민이 유럽, 아프리카, 아시아 민족과 접촉한 초기의 문서를 통해 이전에 인기가 없었던 원주민 음식 관행이 회복되고 활성화되었다.
가장 중요한 미국 원주민 작물에는 일반적으로 인도 옥수수(식물의 타이노 이름에서 유래한 옥수수), 콩, 호박, 호박, 해바라기, 야생 쌀, 고구마, 토마토, 고추, 땅콩, 아보카도, 파파야, 감자 및 초콜릿 등이 있다.
아메리카 대륙의 원주민 요리는 길들여진 재료와 야생 재료를 사용한다. 아메리카 대륙은 광범위한 생물 군계를 포괄하고 현재 미국에만 연방에서 인정한 아메리카 원주민 부족이 574개 이상 있으므로 원주민 요리는 지역과 문화에 따라 크게 다를 수 있다.

## 같이 보기
- 수렵채집사회
- 로컬 푸드
- 주식 (음식)
- 소울 푸드
- 부시미트
- 사냥감